# Pottsville (Pennsylvania)
Pottsville település az Amerikai Egyesült Államok Pennsylvania államában, Schuylkill megyében, melynek megyeszékhelye is. Lakosainak száma 13 346 fő (2020. április 1.).

## Népesség
A település népességének változása:

| 2010 | 14 324 |
| 2020 | 13 346 |